# Célestine Galli-Marié

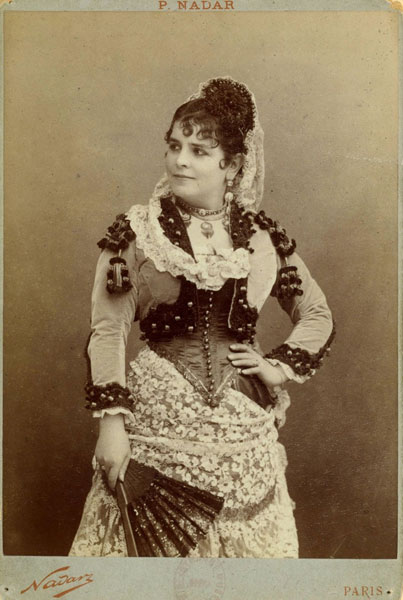
Galli-Marié was de eerste zangeres die de titelrol zong in Carmen, foto: Félix Nadar

Célestine Galli-Marié (Parijs, 15 maart 1837 - Vence, 21 september 1905) was een Franse mezzo-sopraan die bekendheid kreeg als zangeres van de titelrol in de opera Carmen van Georges Bizet

## Carrière
Galli-Marié werd geboren als Marie-Célestine Laurence Marié de l'Isle in Parijs. Ze leerde zingen van haar vader Mécène Marié de l'Isle, die ook een succesvolle carrière had in de opera. Haar debuut was in 1859 in Straatsburg en zong ze in het Italiaans in Lissabon. Op 15-jarige leeftijd trouwde ze met beeldhouwer Galli, die in 1861 overleed, waarna ze haar artiestennaam Galli-Marié aannam.
Émile Perrin, de directeur van het Opéra-Comique, hoorde haar zingen in The Bohemian Girl van Michael William Balfe in Rouen en bracht haar naar Parijs. Ze zong in de Opéra-Comique tot 1885, waar ze de première zong in Pergolesi's La Serva Padrona. Haar bekendste rollen waren in Thomas' Mignon (1866) en Bizets Carmen (1875). Er werd gezegd dat ze tijdens de 33e uitvoering van Carmen op 2 juni 1875 een voorgevoel kreeg van Bizets dood terwijl ze de kaartenscène in de 3e akte zong. Ze viel flauw toen ze het podium verliet. Bizet zou inderdaad die nacht sterven en de volgende voorstelling werd afgelast vanwege haar malaise.
Ze zong ook de première van de rollen van Lazarille in Don César de Bazan, Vendredi in Robinson Crusoé, de titelrol in Fantasio, evenals rollen in Lara, Le Capitaine Henriot, Fior d'Aliza, La Petite Fadette en Piccolino. Ze zong ook Taven in Mireille en Rose Friquet in Les dragons de Villars. Ergens in de late jaren 1860 en vroege jaren 1870 werden Galli-Marié en de componist Émile Paladilhe minnaars. Curtiss merkt op dat ze zijdeaapjes hield als huisdier en deze soms meebracht naar repetities.
Ze ging veel op tournee en zong Carmen in Brussel (januari 1876), Napels (Italiaanse première), Genua, Barcelona, Lyon, Luik en Dieppe alvorens terug te keren naar de Opéra-Comique voor de reprise van de oorspronkelijke productie van Carmem op 22 oktober 1883. In Londen zong ze in Her Majesty's Theatre in een reizende productie in 1886, waarna ze terugkeerde naar de Opéra-Comique in 1890 om te zingen in een concert om fondsen te werven voor een monument voor Bizet. Dit was haar laatste optreden. Ze stierf in Vence, in de buurt van Nice.
Galli-Marié's stem werd beschreven als zijnde van een goed timbre, met duidelijke dictie en frasering. Een hoge mezzo-sopraanstem werd wel aangeduid als "Galli-Marié-stem". Galli-Marié-rollen worden nu soms gezongen door sopranen.

## Familie
Haar zussen Irma en Paola waren ook professionele zangeressen. Irma zong rollen in L'amour chanteur in 1864 en in Les bergers in 1865. Ze maakte een tournee in de Verenigde Staten alvorens terug te keren naar de Parijse Opéra-Comique. Paola was een vooraanstaande operettezangeres; ze zong de premières in werk van Charles Lecocq. Ze zong voor een groot deel in de Verenigde Staten. Galli-Marié en Irma zongen samen in Madeleine in het Théâtre des Bouffes-Parisiens in 1869.

## Afbeeldingen

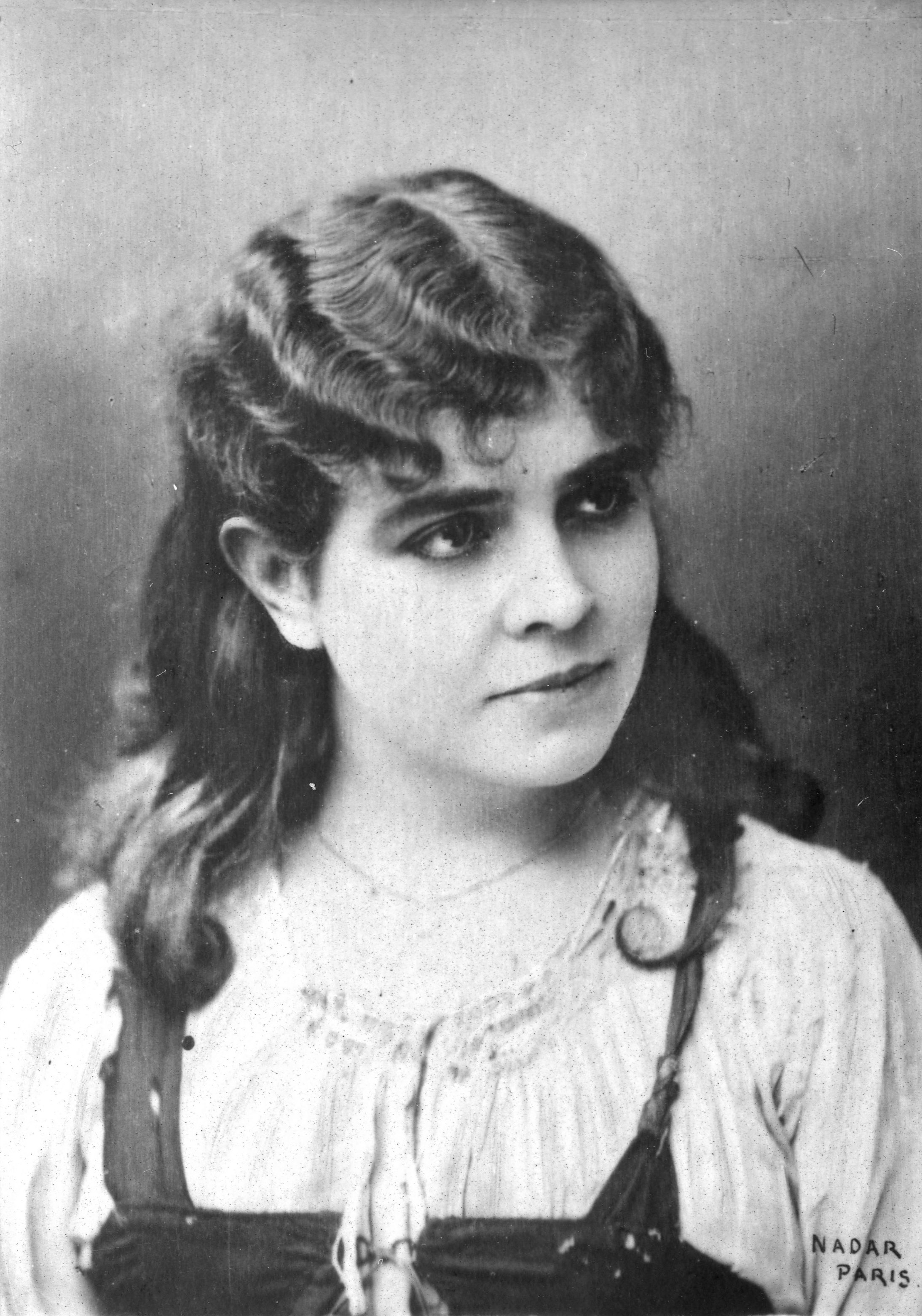
Galli-Marié in haar premièrerol van Mignon in 1866
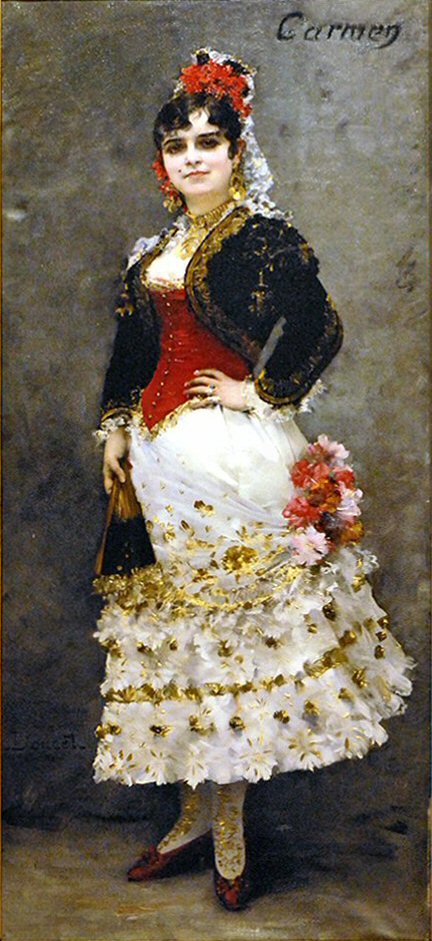
Célestine Galli-Marié in Carmen, door Henri-Lucien Doucet (1884), musée de Marseille

- Bibliothèque nationale de France: cb147997555 (data)
- Gemeinsame Normdatei: 116368691
- International Standard Name Identifier: 0000 0001 2031 403X
- MusicBrainz: 4a785a4b-2d45-4f72-8ef4-7500ffdd6233
- SNAC: w6fn5dqp
- Virtual International Authority File: 99688026